# Tranh cãi về chức năng của sự đa dạng
Sự đa dạng về chức năng, thành phần và sự phong phú của loài có ảnh hưởng đến các quá trình sinh địa hoá của hệ sinh thái. Tuy nhiên, mức độ ảnh hưởng của các yếu tố này đến hệ sinh thái và ảnh hưởng đó liệu có đáng kể hay không vẫn còn đang được tranh luận.

## Các quan điểm
Trong bài báo Ảnh hưởng của đa dạng chức năng và thành phần đối với các quá trình của hệ sinh thái,  các nhà khoa học đã báo cáo về một thí nghiệm trong đó họ nghiên cứu tác động của đa dạng loài ở thực vật, đa dạng chức năng và chức năng từng thành phần đối với các quá trình của hệ sinh thái, được đo bằng sáu phản ứng biến đổi (năng suất, sự tích lũy % N, tỉ lệ trao đổi N trong cây, NH4 trong đất, NO3 trong đất và sự xuyên thấu ánh sáng). 289 lô thí nghiệm được thiết kế được kiểm soát bởi ba yếu tố với số lượng khác nhau. Mỗi lô chứa lên đến 32 loài thảo nguyên đồng cỏ lâu năm đại diện cho năm nhóm chức năng của cây. Các loài này không bình đẳng về tác động chức năng của chúng đối với hệ sinh thái.
Kết quả thống kê cho thấy đa dạng chức năng và thành phần loài ảnh hưởng đáng kể đến sáu phản ứng biến đổi ở mức độ lớn hơn sự đa dạng thành phần loài. Bản thân cả ba yếu tố này đều ảnh hưởng đáng kể đến các quá trình của hệ sinh thái và cũng ảnh hưởng lẫn nhau. Cơ chế và mức độ mà chúng ảnh hưởng lẫn nhau là không rõ ràng. Bài báo của Tilman không có mục đích đưa ra câu trả lời chắc chắn. Sự không chắc chắn được bao hàm trong các kết luận chính của bài báo: "... số lượng những vai trò khác nhau về chức năng thể hiện trong một hệ sinh thái có thể là yếu tố quyết định mạnh mẽ đến các quá trình của hệ sinh thái hơn so với tổng số loài. Tuy nhiên, đa dạng loài và đa dạng chức năng có mối tương quan với nhau... " Nghiên cứu này ngụ ý  rằng để đạt được tiến bộ, các nhà khoa học ở cả hai phía của cuộc tranh luận đa dạng-chức năng phải phát triển một mô hình tổng thể thừa nhận mối quan hệ chặt chẽ giữa đa dạng và chức năng.
Trong phần thứ tư của loạt bài Các vấn đề trong hệ sinh thái của Hiệp hội Sinh thái Hoa Kỳ, nghiên cứu của  David Tilman và những cộng sự được sử dụng để hỗ trợ lập luận về mối tương quan thuận giữa tính đa dạng và năng suất.  Sau khi phát hành, các tác giả của Issues đã bị buộc tội cố tình gây hiểu lầm, trình bày những phát hiện gây tranh cãi như là điều hiển nhiên. Wardle buộc tội rằng các thí nghiệm về sự đa dạng được báo cáo trong nghiên cứu của Tilman và cộng sự, mặc dù được nêu trong "Issues" là sự thật chắc chắn, đã gây nhầm lẫn bởi một thiết kế thử nghiệm giả định rằng "các cộng đồng sinh vật được tập hợp ngẫu nhiên liên quan đến thuộc tính hệ sinh thái đang được điều tra."  Hiện tượng này được gọi là "hiệu ứng xác suất lựa chọn." Tuy nhiên, bài báo Issues không trình bày ý kiến này như sự thật. Nó thảo luận về hiệu ứng lấy mẫu như một cơ chế khả thi, không phải là một cơ chế không thể bác bỏ.  Hơn nữa, kết luận của nó được đánh dấu bởi sự không chắc chắn: mặc dù đa dạng loài và đa dạng chức năng có tương quan với nhau, nhưng đa dạng chức năng có thể đóng một vai trò lớn hơn trong các quá trình của hệ sinh thái so với tổng số loài.
Một số dịch vụ do hệ sinh thái cung cấp bao gồm các thành phần được sử dụng trong sản xuất thực phẩm, quần áo, thuốc men và sản xuất năng lượng. Các dịch vụ giải trí và hệ sinh thái thụ động cũng rất quan trọng. Chúng bao gồm câu cá, săn bắn, đi bộ đường dài, đạp xe, cắm trại, lọc/làm sạch nước, điều hòa khí hậu, giảm thiểu lũ lụt, chống xói mòn và quản lý sâu bệnh. Như đã báo cáo trong Ước tính của chuyên gia về ảnh hưởng của đa dạng sinh học đối với các quá trình và dịch vụ của hệ sinh thái , tốc độ xử lý của hệ sinh thái tương quan chặt chẽ với đa dạng sinh học và các quá trình này rất quan trọng đối với các dịch vụ hệ sinh thái.